# 西班牙船難事件
西班牙船難事件是發生在1753年六月（清乾隆十八年），來自西班牙帝國菲律賓西班牙帝國殖民地邦加斯蘭 Pangasinan省的一艘漂流到溫州的船隻，船上搭載著西班牙帝國殖民地官員、任期屆滿的市長龍番攪落那羅（Juan Manuel de Arza y Urrutia)及其家屬。原先預計返回馬尼拉覆命，卻意外地因為突如其來的風而漂流到浙江溫州永嘉縣外海 。

## 背景
廈門與呂宋之間的接觸互動已經超過百年的時間，早在 1567 年月港開港、1571 年西班牙人殖民馬尼拉，雙邊就一直有密切的聯繫。根據研究，十八世紀中期福建福安地區的天主教徒總人數超過一萬人，當地約有 20-30%的居民信仰天主教，甚至經歷了嚴格的帝國鎮壓後仍持續存留至今。尤其乾隆十一年（1746），福建巡撫周學健在福安境內查獲大批天主教徒，乾隆十二年（1747）的福安教案剛拍板定案不久，傳教士白多祿（Pedro Sanz）在閩東被捕斬首。
乾隆十六年（1751） 十月時，呂宋與蘇祿開戰。因從前蘇祿將三寶巖借給呂宋，呂宋在該地建立吧嚟寺院。因擔心蘇祿人民會被天主教影響，蘇祿派員前往呂宋與之協商。破局後，呂宋派遣二十艘甲板戰艦前往蘇祿，蘇祿也適時反擊，雙方因而正在交戰當中。十月，蘇祿王國的使者勞獨萬查剌請求抵達大清，要求內附大清。
當時福建地區剛經歷白多祿案，正經歷對外緊張時刻。喀爾吉善在一上任，首先處理的案子就是天主教之事。加上商船往來呂宋、廈門所引起的摩擦，以及喀爾吉善對於呂宋在天主教的地位的深刻認識。當龍番攪落那羅的到訪，就成了廈門地區必須多加查訪注意之事。

### 人物
龍番攪落那羅（Juan Manuel de Arza y Urrutia），官居呂宋國王麾下的「阿里間麻油」一職，分駐於「派賢世賴」地方。根據龍番攪落那羅的自述，他在呂宋國是除了國王之外的第二高官職者，在呂宋擔任「判事官」一職。龍番攪落那羅自稱在三月時，準備回去馬尼拉聽後呂宋國王吩咐，是要另派他人擔任「阿里間麻油」一職，或是由龍番攪落那羅續任。「派賢世賴」即是馬尼拉北方大省邦加斯蘭 （Pangasinan）之音譯；而「阿里間麻油」則是 Alcalde Mayor 之音譯，此職務是西班牙殖民地位階最高的職務，專責裁判司法和民生等相關事務，確實也符合「判事官」的工作內容，並直接向西班牙國王負責，與教會關係密切，可譯為「市長」。地方志中均載此人名叫「龍番教魯那羅」，本文採用官方檔案的稱呼方式，一律採行「龍番攪落那羅」。
施廷專，生於康熙二十九年（1690），字泊笑，又字伯任，漢軍鑲黃旗人。靖海侯施琅之孫、平定朱一貴事件功臣施世驃之次子，並且承繼其阿達哈哈番之爵位。身為旗人的施廷專，曾在康熙四十八年（1709）時，擔任乾清門三等侍衛，並具有監生的身分。雍正五年（1727），施廷專離開宮廷，外派擔任武官，開啟他的軍職生涯。雍正五年（1727）八月，因原任瓊州總兵黃助年老休致，施廷專於是從瓊州副總兵升任總兵官。雍正八年（1730）施廷專調往浙江，以總兵銜管轄副總兵事。乾隆十九年（1754）正月，施廷專因收受西班牙饋禮之事被正式革職。乾隆二十年（1755）正月施廷專又被任命為貴州威寧總兵，四月再調江南蘇松鎮總兵，駐紮崇明島。

## 經過
清乾隆十八年（1753年）六月初九，在溫州外海的南龍外洋地區，突然出現一艘來路不明的船隻，綠營汛遂上前盤查，並將之引入港內。清廷官員隨即登船查驗，船上一名「頭目」 龍番攪落那羅(Juan Manuel de Arza y Urrutia) 雙方見面後，這位「頭目」以「篐腰拉手」為禮。然 而，因為雙方語言不通，官員們無法有進一步的調查與詢問，但根據初步調查 船上的人員和物資，官員們得知船上載有老、少男子三十五名，老、少婦女十 一名，另外載有米、麥約五、六十石、更砲二位、小銅砲九位、一尺二寸長的 槍十四桿、轎子二頂、乘車一輛、鼓吹一副、椅子四十八把，以及其餘物品數 樣。在調查船上人員物資的過程中，溫州地方官請來溫州當地人周全喜擔任通譯。由於周全喜曾在呂宋做生意、且通番語，因此由他來負責溝通。 周全喜確實通曉西班牙文，因此官員得以進行進一步的詢問，龍番攪落那羅及其家屬原先預計返回馬尼拉覆命，卻意外地因為突如其來的風而漂流到浙江溫州永嘉縣外海清廷官方確定該船為漂流難船。根據大清帝國對於呂宋漂流船隻的制式規定，溫州官方有責任安置船員、修補船隻，並等待風汛將之護送到福建廈門地方，準備隨商人遣返回呂宋。 此項任務則交由時任溫州水師總兵的施廷專負責。船隻靠岸後，根據規定船上難番不得下船。因此難番人等均待在船上，而船則停泊於甌江上，然而，六月時因為氣候炎熱，且隨時有颱風侵擾之可能，加上修理船隻等需要，因此施廷專請眾人下船登岸。 十二月十二日，在「龍番攪落那羅」準備離境時，擔任西班牙人翻譯的通事賴祿向時任廈門同知四明稟報一事。龍番攪落那羅表示，當一行人在溫州時，因龍番攪落那羅之妻曾患病，施廷專特請醫生協助調養照顧。 龍番攪落那羅因此感恩在心，準備出發前往廈門前，曾派其子與賴祿一齊前往施廷專處特別致謝。所有人均收下這些貴重禮物。 但是，當西班牙一行人準備離境前往馬尼拉時，其女兒要求收回餽贈，這些鑽石是那位生病妻子的物品，原是她要留給女兒的嫁妝。因此，龍番攪落那羅只好請通事向四明稟告此事，希望能取回這些禮物 ，因為龍番攪落那羅將鑽石大方地贈與諸將官員，這位女兒在廈門時，大哭大鬧地要索回。喀爾吉善擔心這當中有「勒索誆騙」之事，因而同意在這種情況下，官員不得收受任何饋送物品，於是派遣陳嘉言 (光緒進士)北上溫州索回禮物。十一 月二十八日，陳嘉言返回福州，將物品先交給喀爾吉善過目，發現鑽石大者如鈕扣，小者如碗豆大小。 喀爾吉善認為外國人落漂流至中國地方，因皇上柔遠之意，若是外國人有願意酬謝土產食物，則可斟酌留用，如此尚屬「情理之事」。 並表示龍番攪落那羅所餽贈的其他物品均屬「土物」或是「粗礪不堪」，並非「外番珍貴之物」。但是，施廷專不該接受如鑽石等貴重之物品，因為這與「天朝敦大之義」不相吻合

## 結果與影響
乾隆十八年十二月十四日，海澄縣船戶戴永興要前往邦加斯蘭 Pangasinan貿易，將順路帶回這艘西班牙船和一行人，官府並另聘一名舵水蔡明觀負責幫忙駕駛西班牙船隻，並由李有用標下護後營守備千總邱懋功以兵船護送出離境。根據當時在廈門的守稅委員彭譽回報，此船上載有蘇木、烟絲等物，但均全數載運回呂宋，並無貿易的行為。乾隆十九年（1754）正月，施廷專被正式革職。
此事件可能影響了《皇清職貢圖 （页面存档备份，存于）》的編修。在該書中可以搜找到「呂宋夷人、夷婦」的繪圖與說明。在關於呂宋夷人的描述中，紀錄了它們的外貌與服飾：「夷人居呂宋者，長身高鼻，貓睛鷹嘴，服飾與大小西洋略同。婦盤髻施簪珥，方領露胸，短衣長裙，裏襯藤圈二三層，常執帕以蓋髻。」《皇清職貢圖》的來源當為地方官員接觸後留下的紀錄，且閩浙總督喀爾吉善和福建巡撫陳弘謀都曾經負責過上繳番圖的工作。審視地方士人和官員的紀錄，對「難番」的衣著描繪之所以如此細緻，或許跟當時帝國內編修《皇清職貢圖》的氛圍有關。這一氛圍，也讓《皇清職貢圖》中的這位呂宋國夷人或許就是照著龍番攪落那羅的形象繪出。地方官員和士人的紀錄包括；五官部分：髮捲鼻高、綠色眼珠。衣著部分：頭裹白紗，隨換哆囉呢笠帽以紅紗環繞、衣袖相連、上衣有無數鈕扣、頸帶紅領，身穿白紗短衫，青剪絨短掛、紅藍錦袴、足穿紅絲線花襪、黑皮鞋。飾品部分：手執似如意之物，頭部則以金鑲的紅毛藤小棒。對比《皇清職貢圖》中的這位呂宋國夷人，除了眼珠顏色無法辨識外，五官幾乎符合地方描述。衣著部分，除了帽子上無紅紗環繞、頸上無紅領、襪子並非花襪外，包括紅藍錦袴、無數鈕扣、青簡絨短掛、白紗短衫、黑皮鞋等，顏色無一不符合。因此，或許這個出現在《皇清職貢圖》的呂宋國夷人，就是依照乾隆十八年（1753）閩浙二省，這段時間在國境內待上最長時間的漂流夷人龍番攪落那羅等人所給予地方的印象。